# تاکدا نوبوتورا
تاکدا نوبوتورا (به ژاپنی: 武田 信虎 Takeda Nobutora) (۱۱ فوریه، ۱۴۹۴ – ۲۷ مارس، ۱۵۷۴) دایمیوی ولایت کای در دوره سنگوکوبود.  همسر اصلی او اوی نو کاتا نام داشت و پسر ارشد او تاکدا شینگن بود. او هیجدهمین رهبر خاندان کای-گنجی و پانزدهمین رهبر خاندان تاکدا بود. پدر او تاکدا نوبوتسونا  نام داشت.

## زندگی‌نامه
شهرت او بیشتر به دلیل این است که او پدر تاکدا هارونوبو/ تاکدا شینگن  بود. دو پسر دیگر او تاکدا نوبوشیگه و تاکدا نوبوکادو بودند.
نوبوتورا ایماگاوا اوجیچیکا را در سال ۱۵۲۱ در «نبرد آیداگاوارا» شکست داد، هوجو اوجی‌تسونا را در سال ۱۵۲۶ در «نبرد ناشی نو کیدایرا» شکست داد، سوا یوریشیگه را در سال ۱۵۳۱ در «نبرد شیوکاوا نو گاوارا»، شکست داد و هیراگا گنشین را در ۱۵۳۶ در نبرد اون نو کوچی با کمک پسرش شینگن شکست داد.
در جریان آن نبرد، نوبوتورا مجبور به عقب‌نشینی شد، اما پسرش هارونوبو برگشت، هیراگا را شکست داد و قلعه را گرفت.
با این حال، نوبوتورا می‌خواست دامنه خود را به تاکدا نوبوشیگه واگذار کند، و بنابراین در سال ۱۵۴۰، هارونوبو پدرش را سرنگون کرد و او را به ولایت سوروگا تبعید کرد تا اینکه به ولایت کای بازنگشت مرگ شینگن در سال ۱۵۷۳، به دعوت نوه اش تاکدا کاتسویوری در آن زمان نوبوترا در دهه ۸۰ خود بود، اگرچه برخی گزارش دادند که حتی در دوران پیری او هنوز هم می‌توانست برای مردم اطراف خود ترس ایجاد کند.
نوبوتورا در ۲۷ مارس ۱۵۷۴ درگذشت و در معبد دایزنجی در کوفو، یاماناشی به خاک سپرده شد.

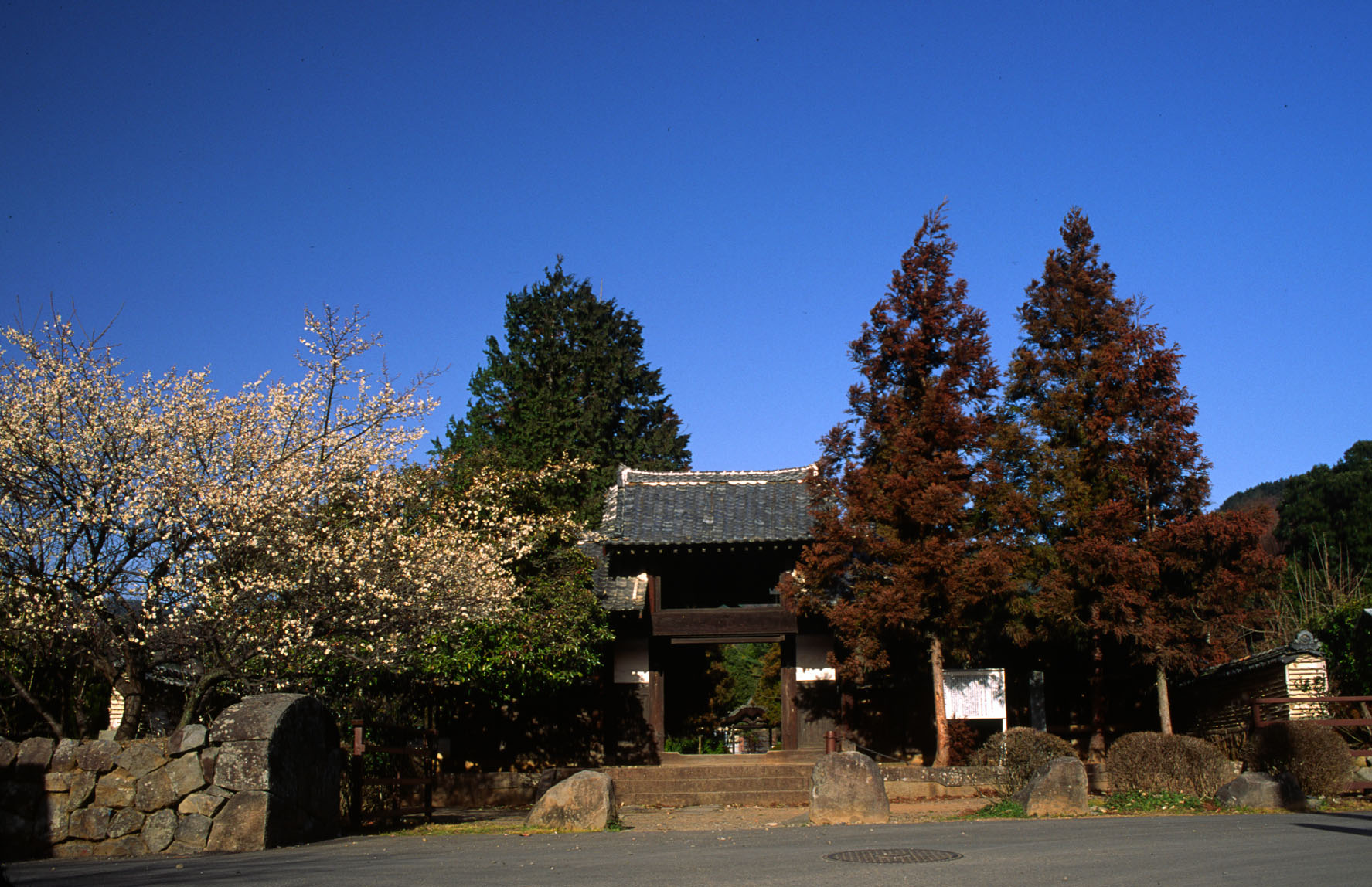
قبر تاکدا نوبوترا در دایزنجی در کوفو، یاماناشی، استان یاماناشی است.

## خانواده
- پدر: تاکدا نوبوتسونا (۱۴۷۱–۱۵۰۷)
- پسران: (یازده پسر)
  - تاکدا تاکه‌ماتسو (۱۵۲۳–۱۵۱۷ پسر ارشد)
  - تاکدا شینگن (۱۵۷۳–۱۵۲۱)
  - تاکدا اینوچیو (۱۵۲۹–۱۵۲۳)
  - تاکدا نوبوشیگه
  - تاکدا نوبوتومو (۱۵۸۲–۱۵۴۲)
  - تاکدا نوبوکادو (۱۵۸۲–۱۵۲۹)
  - ماتسوئو نوبوکوره (۱۵۷۱–۱۵۳۰)
  - تاکدا نوبوآکی (مرگ ۱۵۸۲)
  - تاکدا نوبوزانه (۱۵۷۵– دهه ۱۵۳۰)
  - ایچیجو نوبوتاتسو
  - تاکدا سوچی (تولد و مرگ نامشخص)
- دختران:
  - جوکی-این (۵۰–۱۵۱۹) با ایماگاوا یوشیموتو ازدواج کرد.
  - نانشو-این (مرگ؟ - تولد ۱۵۲۰) با آنایاما نوبوتومو ازدواج کرد.
  - ننه گوریونین (۱۵۴۳–۱۵۲۸) با سووا یوریشیگه ازدواج کرد.

## شخصیت نوبوتورا
- به نقل از کویو گونکان تکمیل شده در دوره ادو، خشن و متکبر بود.